# أدب أطفال

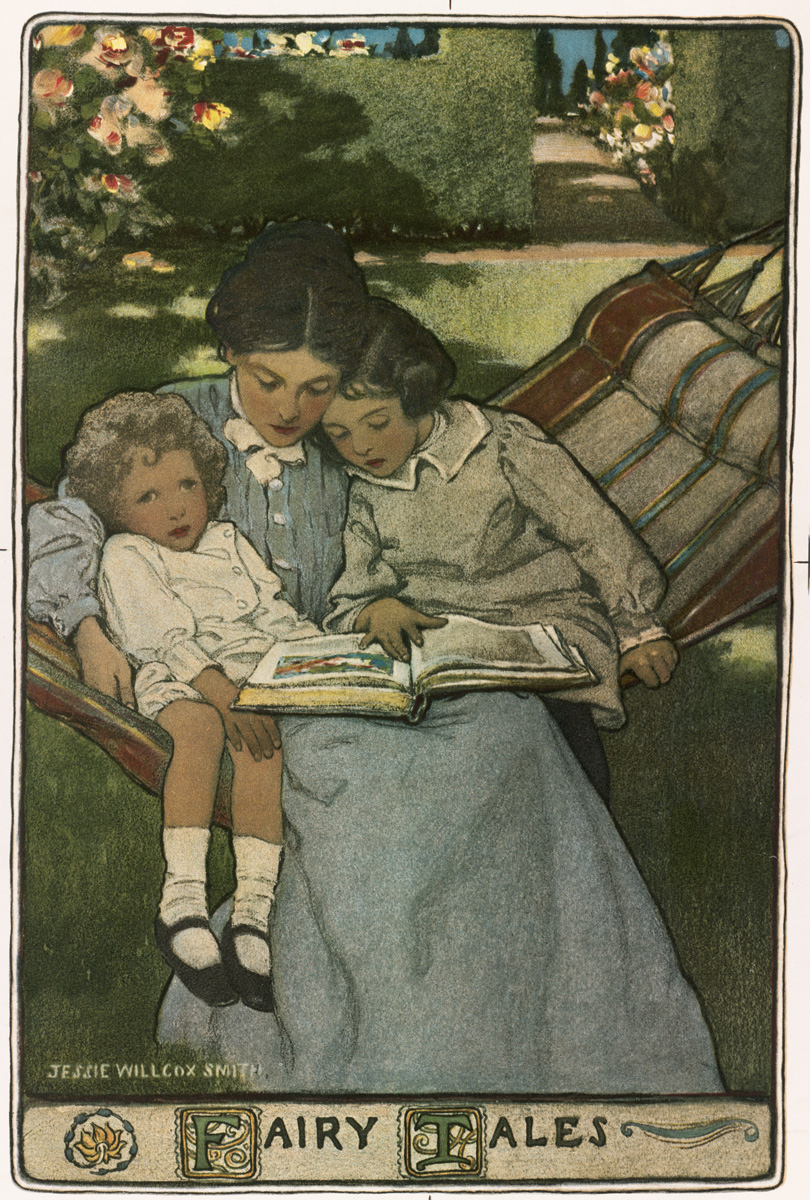

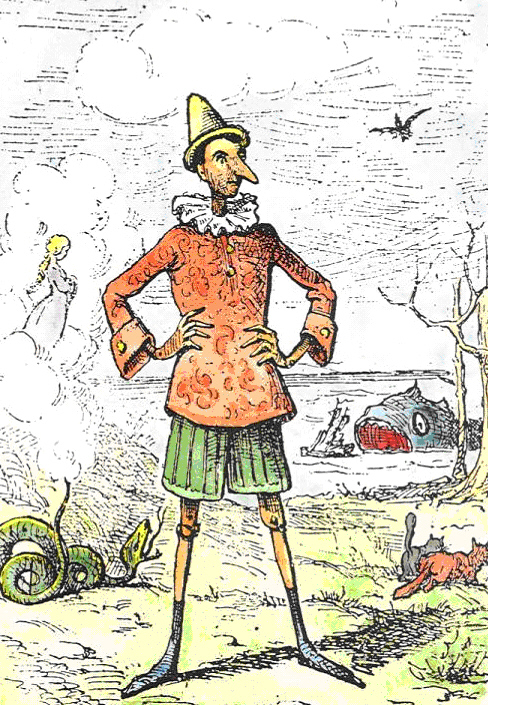

أدب الأطفال نوع من الفن الأدبي الذي يشمل القصص والكتب والمجلات والقصائد المؤلفة بشكل خاص للأطفال. ويتم تصنيف أدب الأطفال الحديث بطريقتين مختلفتين: حسب الفئة أو العمر المقصود للقارئ. يعود أصل أدب الأطفال إلى القصص والأغاني، وقبل وجود الطباعة حين كان الأباء ينقُلون القصص والأغاني إلى أبناءهم شفويًا، كان من الصعب تتبع أثر أصل أدب الأطفال قبل اختراع الطباعة. وحتى بعد انتشار الكتب المطبوعة الكثير من قصص الأطفال كانت مُصممة للكبار وتم تحويلها لاحقًا إلى كتب للأطفال، وفي القرن الخامس عشر أصبح أدب الأطفال يحمل رسالة أخلاقية أو دينية. وعُرف أواخر القرن التاسع عشر وأوائل القرن العشرين باسم «العصر الذهبي لأدب الأطفال» لأن العديد من كتب الأطفال الكلاسيكية قد نُشرت آنذاك.

## التعريف
لا يوجد تعريف واحد أو مشهور لأدب الأطفال، ويمكن تعريفه على نطاق واسع على أنه مجموعة من الأعمال المكتوبة والرسوم التوضيحية بهدف الترفيه أو إرشاد الشباب، ويشمل كلاسيكيات الأدب العالمي المعترف بها، والكتب المصورة والقصص سهلة القراءة المكتوبة من أجل الأطفال، والحكايات الخيالية، والتهويدات، والخرافات، والأغاني الشعبية، وغيرها من المواد المنقولة شفهيًا بشكل أساسي. ويُعرف بشكل أكثر تحديدًا على أنه خيال أو غير خيالي أو شعر أو دراما مخصصة للأطفال والشباب.
وقد عرفه أحد مؤلفي أدب الأطفال بأنه «جميع الكتب المكتوبة للأطفال، باستثناء الأعمال المصورة مثل كتب الرسوم الهزلية، والكتب المزيفة، والأعمال غير الخيالية التي لا يُراد قراءتها من الأمام إلى الخلف، مثل: القواميس والموسوعات وغيرها من المواد المرجعية.» ومع ذلك، قد يجادل آخرون بأن الكوميديا يجب أن تدرج أيضًا: «أن دراسات أدب الأطفال اعتبرت كتب الكوميديا المصورة سطحية وغير مهمة  على الرغم من أهمية الكوميديا كظاهرة عالمية مرتبطة بالأطفال.»
تشير الموسوعة الدولية لأدب الأطفال المصاحب إلى أن «فئات أو أنواع الكتب ليست ثابتة بل غير واضحة» وفي بعض الأحيان لا يمكن التوصل إلى اتفاق حول ما إذا كان من الأفضل تصنيف عمل معين كأدب للبالغين أو الأطفال. فبعض الأعمال لا يمكن تصنيفها بسهولة، مثل سلسلة هاري بوتر من قِبل الكاتبة ج. ك. رولينغ التي كانت مكتوبة للشباب ولكنها حظيت بشعبية كبيرة من قبل البالغين أيضًا. وبسبب الشعبية الواسعة لسلسلة هاري بوتر قامت صحيفة النيويورك تايمز بإنشاء قائمة منفصلة لأفضل كتب الأطفال مبيعًا.
وعلى الرغم من الارتباط الواسع لأدب الأطفال بالكتب المصورة، لكن يعود أصل أدب الأطفال إلى الروايات المنطوقة شفويًا من قِبل الرواة قديمًا. قال سيث لاير في مقدمة كتابه تاريخ القراء من ايسوب إلى هاري بوتر «يقدم هذا الكتاب تاريخًا لما سمع وقرئه الأطفال، فالتاريخ الذي أكتب عنه هو تاريخ الاستقبال.»

## التّوجهات لدراسة أدب الأطفال
تتنوع التوجيهات لدراسات أدب الأطفال، بعض هذه الدّراسات يهتم بالنّص الأدبي وعلاقته بالتّطور اللغوي عند الطّفل والآخر  يهتم بالمضامين النّفسيّة وعلاقته بمراحل التطور والنّمو في حياتهم، في حين أنّ قسماً منها يتعامل مع أدب الأطفال على اعتباره مؤسسة مهمة من مؤسسات التنشئة الاجتماعيّة   ،بالإضافة الى الدّراسات التي تعنى بجوانب قواعد البناء الأدبي  وعلاقته بالأدب العام. على الرّغم من تنوع التوجهات الا انّه يمكن القول أنّ خط هذه الدّراسات في اللغة العربية يعتبر فقيراً الى حدٍ كبير إذا قيس باهتمام الغربيين بهذا النّوع من الأدب.
يؤكد قسم من الباحثين أنّ الأدب الجيّد بفنونه وألوانه المختلفة ،من قصة ورواية ومسرحية وشعر وغيرها، هو الأدب الذي تتوفر فيه المعايير الفنيّة الجماليّة، سواء أكان موجهاً للبالغين الكبار أو للأطفال الصّغار، لكن هناك اختلافات يفرضها جمهور المتلقين الأطفال،  فيجب أنْ يكون الأدب الخاص بهم  ملائماً في مضمونه وأسلوبه لمداركهم وقدراتهم العقليّة والعاطفيّة واللغويّة والخياليّة. من هنا يمكن القول أنّ أدب الأطفال يشكل ظاهرة مركبة بسبب الازدواجيّة الكامنة فيه، فهو  من جهة حريص على توفير المقوّمات الفنيّة الأدبيّة فيه ، ومن جهة ثانية يجب أنْ يراعي خصائص جمهور الأطفال وحاجاتهم وقدراتهم وميولهم القرائيّة في كل مرحلة من مراحل تطورهم

## التاريخ

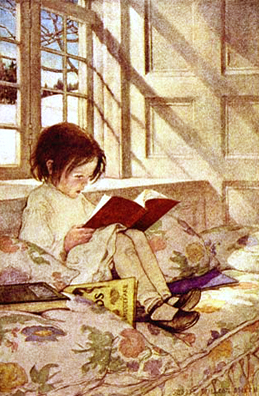
طفل يقرأ قصة.

تألف قديمًا أدب الأطفال من القصص والأغاني والقصائد المنطوقة التي استخدمت لتعليم الأطفال وتعليمهم وترفيههم. وفي القرن الثامن عشر، ومع تطور مفهوم الطفولة، بدأ ظهور نوع منفصل من أدب الأطفال، مع أقسامه وتوقعاته وشرائعه. أقدم هذه الكتب كانت كتبًا تعليمية تتحدث عن السلوك والحروف الأبجدية وغالبًا ما تتزين بالحيوانات والنباتات والحروف المجسمة.
جادل المؤرخ الفرنسي فيليب أريز عام 1962 في كتابه قرون الطفولة بأن المفهوم الحديث للطفولة لم يظهر إلا في الآونة الأخيرة. ويوضح أن الأطفال كانوا في الماضي لا يعتبرون مختلفين كثيرًا عن البالغين ولم يتلقوا معاملة مختلفة بشكل كبير. وكدليل على هذا الموقف، يلاحظ أنه بالإضافة إلى النصوص التعليمية والتربوية للأطفال الذين كتبهم رجال دين مثل بيدا وألفريك من أينشام، فقد كان هناك نقص كبير في أدب الأطفال قبل القرن الثامن عشر.
قام علماء آخرون بدعم وجهة النظر هذه من خلال الإشارة إلى أن هناك أدبًا مصممًا لنقل القيم والمواقف والمعلومات اللازمة للأطفال داخل ثقافاتهم، مثل: مسرحية دانيال من القرن الثاني عشر. وأن أدب الأطفال قديمًا كان ذو طابع تعليمي وأخلاقي، بغرض توصيل الدروس المتعلقة بالسلوك والتعليم والدين.

### بداية أوروبا الحديثة

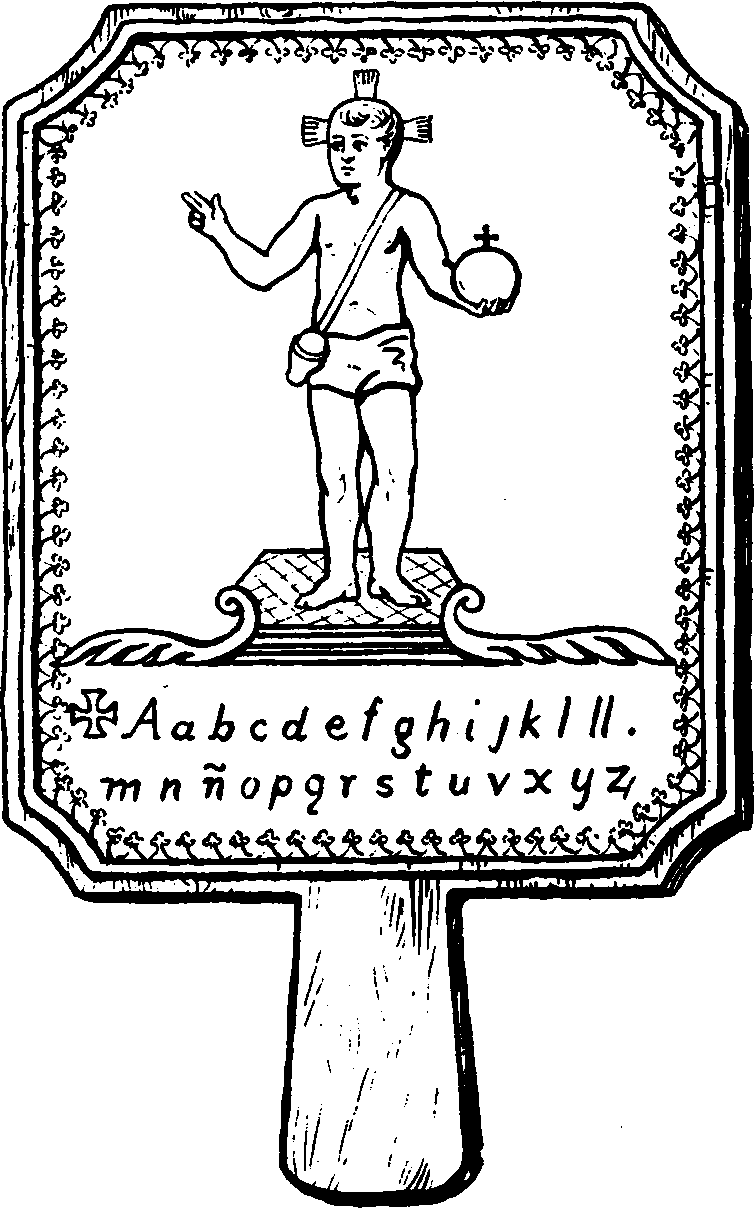

خلال القرن السابع عشر، بدأ مفهوم الطفولة في الظهور في أوروبا. ورأى الكبار الأطفال ككائنات منفصلة بريئة ويحتاجون إلى الحماية والتدريب من قِبل البالغين من حولهم. قام البروفيسور الإنجليزي جون لوك بالتحدث عن نظرية «الصفحة البيضاء» في كتابه مقالة حول التفاهم الإنساني في عام 1690. ففي نظرية الصفحة البيضاء قال جون لوك أن الإنسان عند ولادته يكون عقله كصفحة فارغة ولا يوجد لديه قواعد لاستيعاب المعلومات، وأن تلك القواعد والمعلومات تبدأ بالتجمع من خلال تجربة الطفل الحسية. توصل جون لوك من خلال فلسفته إلى ان من واجب الوالدين أن يعلموا طفلهم المفاهيم الصحيحة، وأكد لوك على أهمية تزويد الأطفال بكتب ممتعة من أجل تطوير عقولهم بدلًا من استخدام القوة لتعلميهم وقال أيضًا «أن الأطفال قد يجبروا على تعلم الحروف، والقراءة ظنًا منهم أنها رياضة وبهذا يصبح الأطفال خاضعين لكلام غيرهم»، ولذلك اقترح أيضًا إنشاء كتب مصورة للأطفال.
أثرت حركة البيوريتانية على كتب الأطفال والتي تشدد على أهمية الخلاص للفرد. أهتم البيوريتاني بالروحانية وحاولوا تعليم أولادهم ذلك، ولذلك كان هناك تزايد في نشر «الكتب الدينية الجيدة» المخصصة للأطفال. ومن أكثر الكتب شهرة لتلك الفترة هي كتب جيمس جاينواي، ولكن الكتاب الذي حقق أكثر شهرة وظل يُقرأ للأن هو كتاب «رحلة الحاج» للكاتب جون بنيان عام 1678.
نُشرت في بريطانيا كتب «تشابوك»، وهي كتب صغيرة بحجم الجيب تم طيها في الغالب بدلًا من أن تُخيط طباعتها بالخشب. ان هذه الكتيبات غير المكلفة أعادت طبع القصص الشعبية والقصص التاريخية، والحكايات الشعبية. على الرغم من عدم نشرها خصيصًا للأطفال فقد استمتع الشباب بالكتيبات أيضًا. ويقول يوهانا برادلي، في كتابه «فروم تشاببلز تو بلوم كيك» أن كُتب تشابوك منعت القصص الخيالية من الاندثار بسبب الحكم البيوريتاني الصارم.
ظهر كتاب هورنبوكس أيضًا في إنجلترا خلال هذا الوقت، حيث قام بتعليم الأطفال المعلومات الأساسية مثل الأبجدية والصلاة الربية، وتم جلبها من إنجلترا إلى أمريكا البريطانية في منتصف القرن السابع عشر. يُعد أول كتاب من هذا النوع هو التعليم المسيحي للأطفال الذي كتبه البروتستانتي جون كوتون، والمعروف باسم «الحليب الروحي لأطفال بوسطن» تم نشره في عام 1646، وظهر في كل من إنجلترا وبوسطن. ومن الكتب القديمة أيضًا كتاب «ذا نيو انجلاند برايمر» الذي كُتب سنة 1691 ودُرس في المدارس لمدة مئة عام. يبدأ الكتاب «بصلاة الصباح للطفل» وينتهي بصلاة المساء. ثم يعرض الكتاب الأبجدية والحروف الساكنة والحروف المزدوجة والمقاطع قبل تقديم قافية دينية بداية من «سقوط آدم لقد أخطأنا جميعًا...». ويحتوي أيضًا على أقوال دينية وأسماء مختصرة ومساعدة إملائية ومواد تعليمية أخرى، وكلها مزينة بنقوش خشبية.
أصبحت «حكاية الحكايات» عام 1643 في إيطاليا أول مجموعة منشورة رئيسية للحكايات الشعبية الأوروبية. وبدأ تشارلز بيرولت بتدوين الحكايات الخيالية في فرنسا، ونشر مجموعته الأولى في عام 1697. لم يتم استقبالهم جيدًا في أوساط المجتمع الأدبي الفرنسي، الذي رأى أنها مناسبة فقط للمسنين والأطفال. في عام 1658، نشر جان آموس كومينيوس في بوهيميا كتاب «اوربس بكتوس» الذي أرفق به صور للأطفال تحت سن السادسة الذين يودون تعلم القراءة. وتم اعتباره أول كتاب مزود بالصور من أجل الأطفال.
يُعد أول كتاب دنماركي للأطفال هو «مرآة الطفل» للكاتب نيلز بريدال في عام 1568، والتي كتبها للتكيف مع كتاب مجاملة للكاتب الهولندي إيراسموس. أصبح كتاب «المرأة العذراء الجميلة» أول كتاب أطفال سويدي ونُشر عام 1591 والذي هو مقتبس من كتاب ألماني للسيدات. نشرت السويد مجلة للأطفال بحلول عام 1766.
أصدر جيوفاني فرانشيسكو سترابارولا في إيطاليا كتاب «الليالي الطريفة لسترابارولا» في عام 1550، وكان أول كتاب قصص أوروبي يحتوي على قصص خرافية، وفي النهاية كان لديه 75 قصة منفصلة وموجه لجمهور بالغ، واستعار جوليو سيزار كروس أيضًا من هذه القصص لكتابة كتبه.
ظهرت كتب الأطفال للمرة الأولى في روسيا في وقت مبكر من القرن السادس عشر ومن الأمثلة على ذلك كتاب الأبجدية، وهو كتاب أبجدي نشره إيفان فيودوروف في عام 1571. ظهر أول كتاب مصور في عام 1694وتم نشره في روسيا، وهو كتاب «كاريون إيستومين التمهيدي». اهتم بطرس الأكبر بجعل روسيا متحضرة من خلال التشبه بدول الغرب مما أدى إلى أنتشار أدب الأطفال الغربي خلال القرن الثامن عشر. كتبت كاثرين العظيمة حكايات رمزية للأطفال، وخلال عهدها، بدأ نيكولاي إيفانوفيتش نوفيكوف أول مجلة للأطفال في روسيا.

### أصول الفئة الحديثة

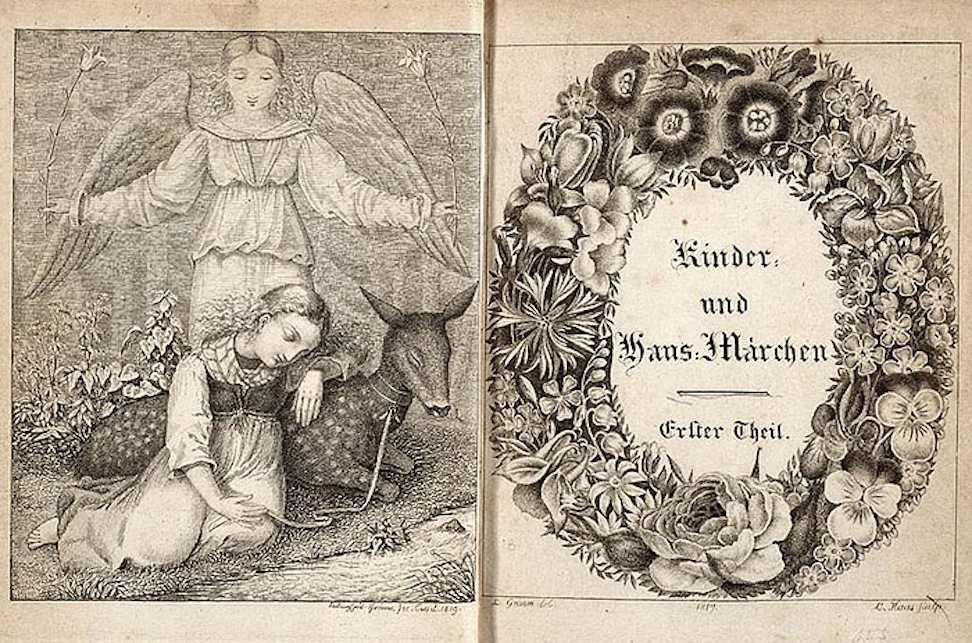

ظهر كتاب الأطفال الحديث في منتصف القرن الثامن عشر، في إنجلترا مع تزايد أعداد الطبقة الوسطى مجتمعةً مع نظريات جون لوك عن براءة الطفولة ساهم ذلك بدراسة مفهوم الطفولة. يعد كتاب «الجيب الصغير الجميل»، الذي كتبه ونشره جون نيوبري، على نطاق واسع أول كتاب حديث للأطفال نُشر في عام 1744، ويُعد حدثًا مهمًا كأول عمل أدبي للأطفال بهدف المتعة، فاحتوى على مزيج من القوافي والقصص المصورة والألعاب للمتعة، وكان نيوبيري يؤمن بأهمية تعليم الطفل السلوك الصحيح بدلًا من التأديب البدني فكأن الطفل يراقب سلوكه بنفسه يوميًا. كان الكتاب بحجم مناسب للطفل مع غطاء ذو ألوان زاهية والتي بدورها تجذب الأطفال لاحقًا أصبحت تعرف بكتب الهدايا). ووفقًا لمجلة «ذا ليون اند ذا يونيكورن» كان نيوبيري عبقريًا في تطوير كتب الأطفال، من خلال إعلاناته المتكررة وحيلته الذكية المتمثلة في إدخال عناوين ومنتجات إضافية في نصوص كتب أطفاله.
أصبح نيوبري من أفضل كٌتاب أدب الأطفال بسبب تحسينه لنوعية كتب الأطفال بالإضافة إلى تنوع موضوعاته. فقد نشر كتب عديده له بالإضافة لكاتبين آخرين هما سامويل جونسون وأوليفر جولد سميث، وكان أشهر كتاب له «جودي الصغيرة والحذاء».
ألهم الفيلسوف جان جاك روسو العديد من كُتاب أدب الأطفال، وجادل قائلًا على الأطفال أن يكبروا في بيئة طبيعية وسعيدة فقامت فكرته حول جذب الطفل من خلال اهتماماته الخاصة. ألهمت فكرته كُتاب أدب الأطفال ومثال على الأعمال المشهورة كانت كتاب توماس داي «تاريخ ستانفورد وميرتون»، والذي احتوى أربع مجلدات تنافس نظرية روسو، بالإضافة إلى ماريا ايدجوورث وريتشارد لوفيل ايدغورث في كتابه «التعليم العملي: تاريخ هاري ولوسي» في عام 1780، والذي حث الأطفال على التعلم الذاتي.
حظيت أفكار روسو بشهرة واسعة في ألمانيا، وخاصة في الحركة الألمانية الخيرية الإصلاحية، وهي حركة تهتم بإصلاح التعليم والأدب لجعله ملائمًا للأطفال وكان مؤسس هذه الحركة هو جوان بيرنارد بايسدو والذي كتب كتاب «ايليمنت ورك» فأصبح من أشهر كُتاب الأطفال، واستعان بدانييل تشودوويكي الذي كان تابع لنفس الحركة بأن يضيف رسومات لكتابه. ومن التابعيين أيضًا للحركة كان الكاتب جوتشام هينريك كامب الذي كتب كتاب مستوحى من قصة «روبنسن كروزو» والتي بيعت منها أكثر من مئة طبعة وأصبح بذلك أفضل كاتب حديث في أدب الأطفال ووفقًا لهانز هينو يورس في الموسوعة المشاركة لأدب الأطفال «أن تاريخ أدب الأطفال كُتب معظمه في ألمانيا ولكن تُعبر هذه نقطة جدال ليومنا هذ.»

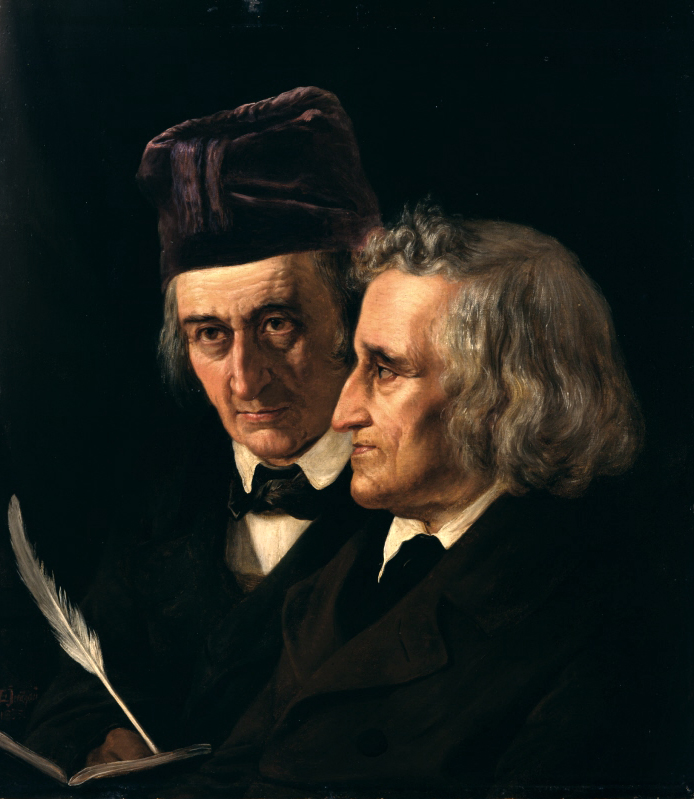
الأخوان فيلهلم غريم (الأيسر) يعقوب غريم (الأيمن) عام 1855.

ساهم الأخوان غريم في حفظ ونشر القصص الخيالية التقليدية والتي وجدوها في ألمانيا، وحظيت بصيت واسع حتى أنها تفوقت على أدب الأطفال الواقعي واستمر النفور من القصص الغير تقليدية حتى بداية القرن الذي يليه. تعدت مساهمة الأخوان غريم كتابة القصص، ولكن منصبهم كأساتذة جعلهم مهتمين في البحث عن تلك القصص والمحافظة عليها والتأكد من مصادرها.
قام كُلًا من الباحثين النرويجيين بيتر أسبيورنسن ويورغن مو بتنفيذ مشروع مشابه للأخوان غريم، حيث قاما بجمع القصص الخيالية ونشرهم تحت عنوان «الحكايات الشعبية النرويجية» والتي أطلق عليها «أسبيورنسن ومو». ومن خلال تجميعهم للقصص حافظوا بذلك على الأدب النرويجي وساعدوا في كتابة اللغة النرويجية.
```
سافر الكاتب الدنماركي 
هانس كريستيان أندرسن
 في أوروبا وجمع العديد من القصص والحكايات الخيالية وبذلك قام بأنشاء فئة جديدة في 
القصص الخيالية
.
[
45
]
```

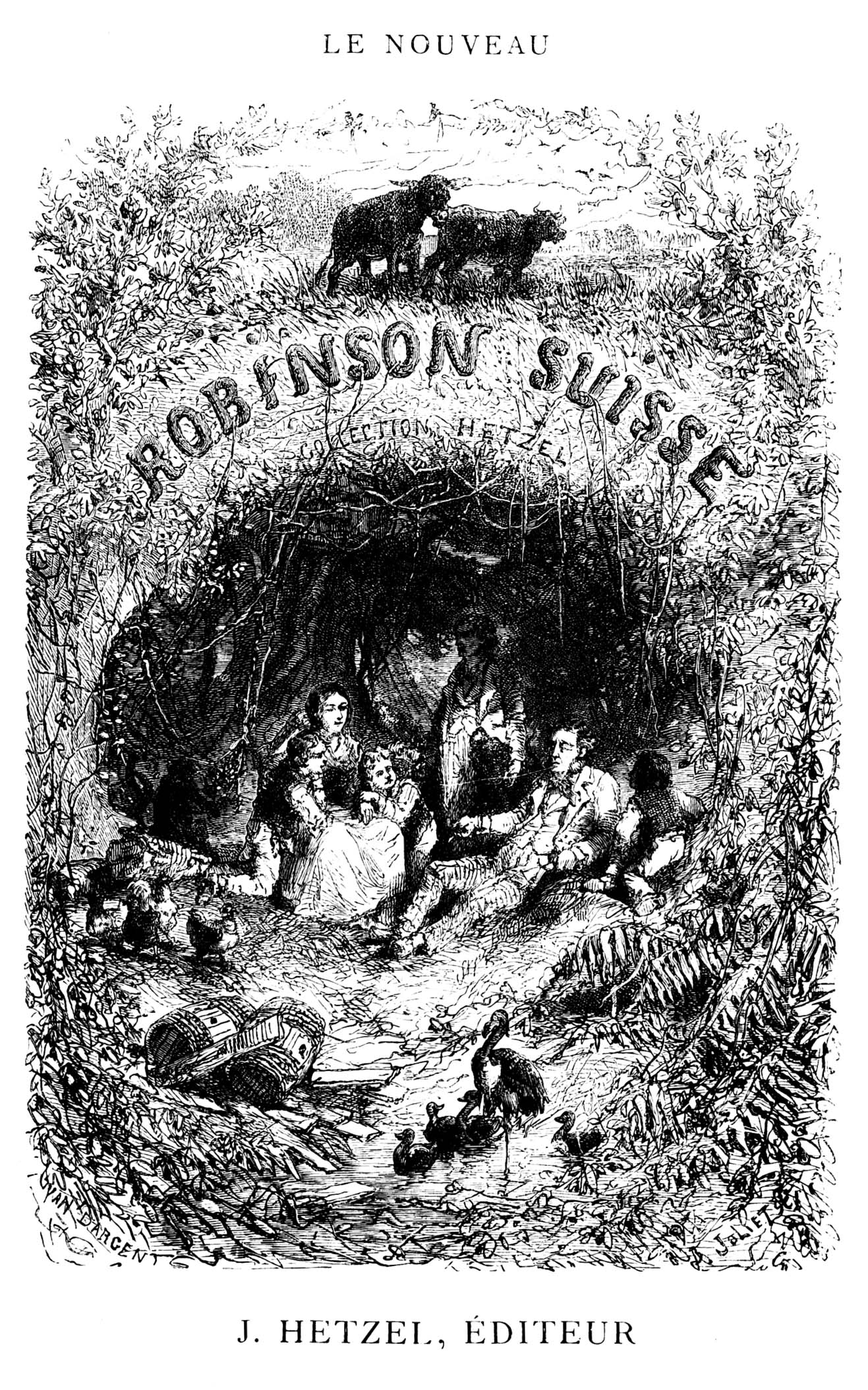
غلاف كتاب عائلة روبنسون السويسرية.

في عام 1816، قام جوان دايفيد وايس بنشر كتاب عائلة روبنسون السويسرية في مجموعة قصصية ألمانية لأدب الأطفال «كيندر مارتشين»، فكانت أول قصة قصيرة حديثة تقدم عناصر غير مألوفة ومخيفة في أدب الأطفال؛ وبالتالي مهد الطريق لقصة لويس كارول «أليس في بلاد العجائب». وهناك أوجه شبه عديدة بين القصتين فهي تتحدث عن «فتاة تخوض مغامرات في بلاد العجائب»، وأيضًا أهدى كاتب القصة كتابه لصديقة ابنته.

### العصر الذهبي
حدث هُناك نقلة نوعية في فئة أدب الأطفال في منتصف القرن التاسع عشر؛ فالتعليم أصبح أكثر مرحًا واحتوى على كتب مخصصة للأطفال، والتي كانت أكثر انسجامًا مع خيال الطفل. وأصبح أدب الطفل متاحًا بشكل أكبر بسبب انتشار الطباعة مما زاد عدد الناس القادرين على القراءة. عندما نُشر كتاب أيام توم بروان المدرسية في عام 1857 للكاتب توماس هيوز، اُعتبر الكتاب المؤسس لتقليد كتابة كتب المدرسة، ومع ذلك يُشير كتاب لويس كارول أليس في بلاد العجائب الذي صدر عام 1865 إلى تغير طريقة الكتابة للأطفال فتحولت إلى كتابة تشمل الخيال والعاطفة. يعتبر كتاب «تحفة إنجليزية كُتبت للأطفال» مؤسس للأدب الخيالي، سميت بريطانيا وأوروبا هذا العصر بالعصر الذهبي لأدب الأطفال واستمر بذلك حتى القرن العشرين. من خلال قصة أليس في بلاد العجائب يُلاحظ أن القصص الخيالية لها واقع تاريخي، ومن خلالها أيضًا سنرى العالم من وجهة نظر الطفل فجعلنا لويس كارول نرى العديد من ظواهر الحياة المعاصرة. أن الغرابة الموجودة في القصص الخيالية ما هي إلا طريقة الكاتب في التهكم والسخرية من المشاكل العديدة التي عانت منها الحقبة الفكتورية. فكأن لويس كارول يسخر من الحياة المنظمة والرتيبة للحقبة «الذهبية الفكتورية».
من الكتب التي حازت على شهرة واسعة، كان كتاب مارك توين «توم سوير» في عام 1876 والذي أعتُبر أول «كتاب للفتيان». كان الكتاب مخصص للأطفال ولكنه لاقى أعجابًا من الكبار أيضًا، ولقد تم تصنيف هذه الكتب حسب الموضوع الذي شمل القتال والعمل. ومن أهم الأعمال لذلك الوقت كان أطفال الماء للكاتب تشارلز كينجسلي عام 1862 والتي لاقت شعبية وتعتبر ليومنا عمل كلاسيكي بريطاني لأدب الأطفال.
في عام 1883، كتب كارلو كولودي أول رواية إيطالية وهي مغامرات الدمية بينوكيو وتم ترجمتها أكثر من المرة. وفي تلك السنة قام إيميليو سالغاري (وهو الرجل الذي عُرف لاحقًا بالكاتب المغامر الشاب في إيطاليا) بنشر أول شخصية أسطورية ساندوكان ونشر في بريطانيا كتاب الأميرة والعفريت وكتب جورج مكدونالد جزء ثانٍ أسماه الأميرة وكوردي، والذي نُشر بين عام 1872 و1883. كانت قصص روبرت لويس ستيفنسون مشهورة جدًا في القرن التاسع عشر ومن أهم أعماله جزيرة الكنز والمخطوف.
نشر روديارد كبلينغ كتاب الأدغال في عام 1894، وكتب جيمس ماثيو باري قصة بيتر بان المأخوة من رواية «بيتر وويندي» في عام 1911.
ازداد الطلب على أدب الأطفال في الولايات المتحدة بعد الحرب الأهلية الأمريكية في عام 1865، فقام ويليام تايلور آدامز بنشر أكثر من 100 كتاب مخصص للفتيان. وفي عام 1868 أصبح كتاب نساء صغيرات أشهر كتاب في عصره والذي تحدث عن السيرة الذاتية الخيالية ل لويزا ماي ألكوت، أن هذه الرواية التي تحدث عن بلوغ سن الرشد، أصبحت فئة جديدة في الأدب العائلي الواقعي في الولايات المتحدة. نشر مارك توين كتابه توم سوير في عام 1876. ومن الكتب الأكثر مبيعًا كان كتاب «العم ريموس» وهو مجموعة من القصص الأفريقية الشعبية والتي نُقلت وجُمعت بواسطة جويل تشاندلر هاريس.
أصبحت العديد من روايات الأطفال في نهاية القرن التاسع عشر وبداية القرن العشرين تحتوي على قصص وعناصر واقعية. ومن أشهر تلك الأعمال هي جزيرة الكنز للكاتب روبرت لويس ستيفنسون والذي كتبها في عام 1883، وكتاب «آن اوف غرين غايبلز» والذي كُتب في عام 1908، وكتاب نساء صغيرات والذي كُتب في عام 1869 للكاتبة لويزا ماي ألكوت.

## التقاليد الوطنية

### المملكة المتحدة

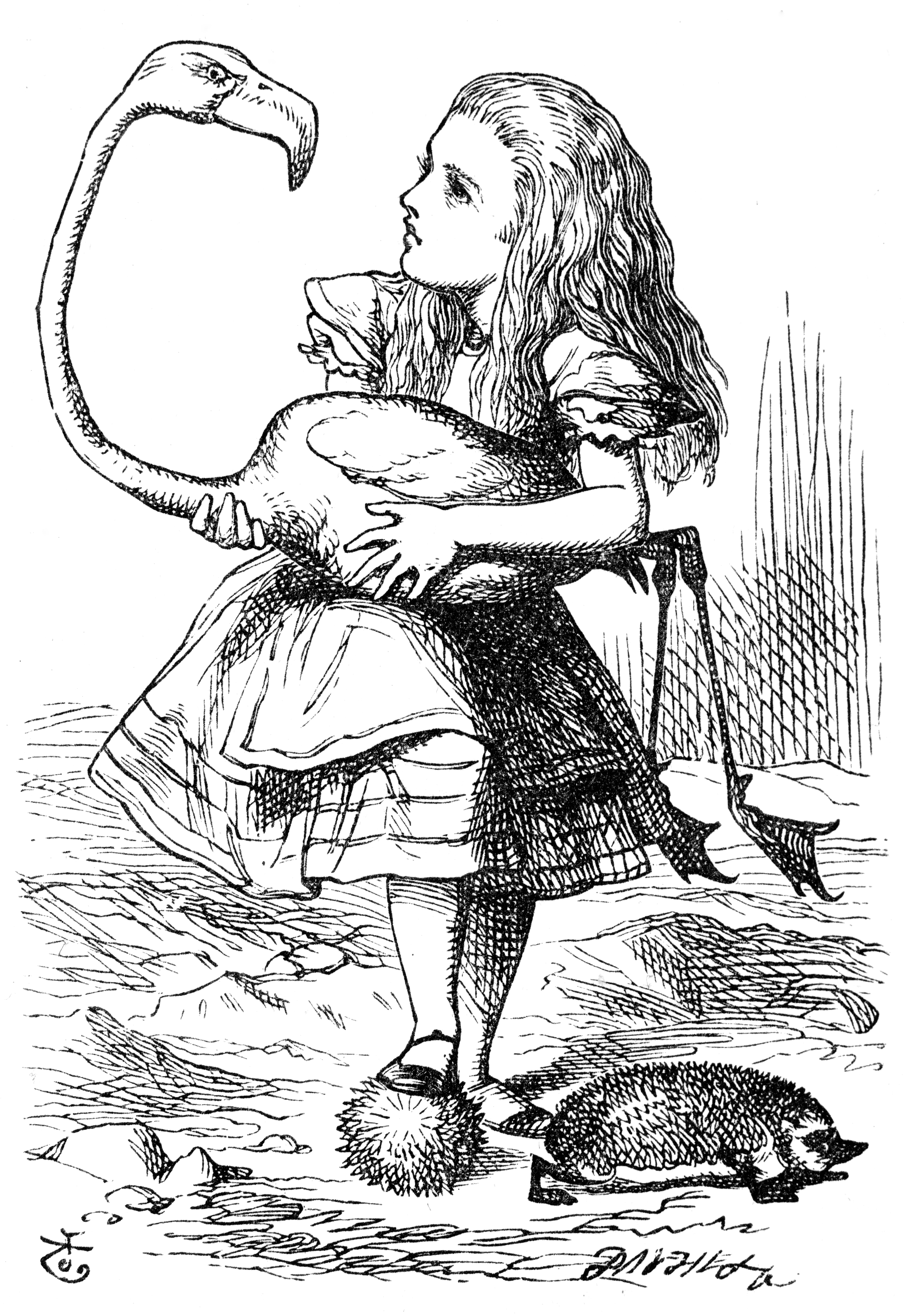

تطور أدب الأطفال في العصر الفيكتوري، ليصبح فئة منفصلة عن باقي الأداب وأصبحت بعض من هذه الأعمال مشهورة عالميًا مثل: قصة لويس كارول «أليس في بلاد العجائب» (1868) وقصة عبر المرآة (عبارة عن تتمة لقصة أليس في بلاد العحائب). في نهاية العصر الفيكتوري ومع بداية العصر الأدواردي كانت بياتريكس بوتر كاتبة ورسامة عُرفت بكتبها للأطفال، فاستخدمت الحيوانات كشخصيات لقصتها، وعندما كانت في الثلاثينات من العمر كتبت بوتر كتاب قصة الأرنب بيتر في عام 1902، وقامت بوتر بكتابة ثلاثة وعشرون كتابًا للأطفال مما أكسبها ثروة كبيرة.
قال كلًا من مايكل .و.تانيل وجميس .س.جيكوب، واللذان عملا كأساتذة في جامعة برغهام أن «بوتر كانت أول من أستخدم الصور مع الكلمات فهي دمجت الرسومات الملونة مع النص والصفحات.» ومن الكتب التي حازت على شهرة واسعة في تلك الفترة كان كتاب الحصان الأسود للكاتبة آنا سويل.
قام روديارد كبلينغ بنشر كتاب الأدغال في عام 1894، ناقش الكتاب موضوع الهجران والرعاية، فكان كبلينغ يستخدم شخصية ماوكلي ليتحدث عن طفولته، وفي السنوات الأخيرة من القرن التاسع عشر كان هناك عدد من الرسامين للقصص والقصائد، ومنهم راندولف كالديكوت ووالتر كارين وكايت غرينواي، احتوت أعمالهم على الصور أكثر من الكتابة والكثير من رسوماتهم كانت ملونة. أن بعض الفنانين البريطانيين كانوا يكسبون لقمة عيشهم من خلال الرسم لكتب الأطفال والروايات، ومن أهم هؤلاء الفنانين آرثر راكهم، وسيسلي ماري بيكر، وكيث روبنسن، وهينري .ج.فورد، وجون لييتش، جورج كروكشانك.
نشأت حركة مدرسة كايليارد للكُتاب الاسكتلنديين، ومن أهم كُتاب هذه الحركة كان جيمس ماثيو باري والذي كتب بيتر بان عام 1908، فالقصة قدمت عالم مثالي وخيالي وأعاد لقصص التراث الشعبي شهرتها. وفي عام 1908 كتب كينيث غراهام كتاب للأطفال أسماه الريح في الصفصاف، وقام مؤسس الكشافة بادن باول بكتابة كتابه الأول الكشافة للأولاد. استوحت فرانسيس هودسون برنيت كتابها الحديقة السرية عندما زارت قصر ميثام في كينت. قام هيو لوفتنغ بكتابة شخصية دكتور دوليتيل عندما كان يحارب مع الجيش البريطاني في الحرب العالمية الأولى وظهرت شخصية «دكتور دوليتيل» في سلسلة من اثني عشر كتابًا.
مع انتهاء الحرب العالمية الأولى انتهى بذلك العصر الذهبي لأدب الأطفال، وخلال الحرب العالمية الثانية لم تُنشر العديد من الكتب. ولكن لكل شيء استثناءات وأهم هذه الاستثناءات كان «ويني-ذا-بوه» عام 1926 بقلم الكاتب آلان ألكسندر ميلن، وكتاب ماري بوبنز من قبل الكاتبة باميلا ليندون ترافرز في عام 1934، كتاب الهوبيت للكاتب جون رونالد تولكين. تم إصدار أعداد هائلة من الكتب ذات الغطاء الورقي لأول مرة في إنجلترا سنة 1940 وسُميت «بفن بوكس»، أن تلك الكتب لم تكن غالية الثمن مما أتاح للأطفال شراء الكتب في الحرب العالمية الثانية.
كانت الكتب الأفضل مبيعًا هي كتب إنيد بليتون منذ ثلاثينيات القرن الماضي وبيعت أكثر من 600 مليون نسخة ولا تزال كُتبها تحظى بشعبية هائلة فلقد تُرجمت كُتبها إلى 90 لغة، فكتبت عن شتى المواضيع مثل: التعليم والطبيعة والخيال والغموض والحوارات الدينية. ومن أهم أعمالها «لا أحد» و«الخمسة المشهورين» و«السبعة السريين». كان أول عمل لها كان خمسة في جزيرة الكنز عام 1942.
استطاع سوق الكتب في خمسينيات القرن الماضي من التعافي من الحربين العالميتين. وتم عمل مجموعة أدبية في قسم الإنجليزية في جامعة أوكسفورد، من أهم أعضائها سي. إس. لويس وجون رونالد تولكين. ونشر سي. إس. لويس أول جزء من سلسلة سجلات نارنيا في عام 1950، بينما كان جون رونالد تولكين معروف برواية الهوبيت وكتب أيضًا رواية سيد الخواتم عام 1954. كتب أيضًا في مجال قصص الخيال ألان جارنر صاحب كتاب ايلدور سنة 1965 وكتاب «آول سيرفيس» في عام 1967 وكتب أيضًا رواية مابينوغون، كانت تجري أحداث القصة في ويلز وفاز بسببها بميدالية كانرجي الأدبية من اتحاد المكتبة.
كتبت دودي سميث رواية مئة مرقش ومرقش. كتبت فيليبا بيرس رواية حديقة توم في منتصف الليل في عام 1958، والتي تتحدث عن توم الذي يفتح حديقة المنزل في منتصف الليل لينتقل إلى زمن آخر.
كتب روالد دال قصص خيالية والتي استوحاها من طفولته، وكانت نهاية هذه القصص في معظم الأحيان غير متوقعة وذات كوميديا سوداء. كتب دال رواية تشارلي ومصنع الشوكولاتة عام 1964 الذي عرف به الشخصية الغريبة ولي وانكا وهو صانع الشوكولانه. ترعرع دال في بريطانيا وكان يشاهد أصحاب المتاجر يتجسسون على بعضهم البعض فاستوحى من تجربته الشخصية هذا الكتاب، من أشهر أعماله جميس والخوخة الكبيرة (1961)، والرائع سيد فوكس (1971)، العملاق الودود الضخم (1983)، وماتيلدا (1988). كتب مايكل بوند العديد من القصص المضحكة حول الدب بادينغتون.
تُركز المدارس الداخلية في الأدب حول حياة المراهقين، وفي معظم الأحيان تدور أحداثها في مدرسة داخلية إنجليزية. أشهر القصص التي تدور أحداثها في تلك الحقبة هي المجوعة القصصية القديس ترنيان للكاتب رونالد سيراي (1949-1953).
قامت روث ماننغ ساندرس بجمع وإعادة نشر الحكايات الخيالية، وكان أول عمل لها كتاب العملاقة والذي احتوى على شخصيات مشهورة من العملاقة ومثال على ذلك جاك وشجرة الفاصولياء.
قامت سوزان كوبر بكتابة ملحمة خيالية تدور أحداثها في بريطانيا وويلز وهي سلسلة تتكون من خمسة كتب تحت عنوان «الظلام قد حل». كتب رايموند برجز «رجل الثلج» في عام 1972 وقد تم تحويليه إلى رسوم متحركة تعرض في الكريسماس على التلفاز البريطاني.
قام القس و.اودري وابنه كريستوفر بكتابة سلسلة «سكة الحديد» والتي احتوت على قصة «توم محرك القطار». كتبت ماري شارب كتاب «المنقذون» وتدور أحداث الكتاب حول منظمة من الفئران. حاز الكاتب الثالث مايكل موربورغو على جائزة أدب الأطفال والذي كتب «حصان الحرب» عام 1982. شملت روايات ديك كنغ سميث قصة «ذا شيب- بيغ» و«حصان الماء». كتبت دايانا واين جونس قصة «قلعة هاول المتحركة» في عام 1986. قام أنثوني هوردتز بكتابة سلسلة «أليكس رايدر» و«ستورم بريكير» في عام 2000. قامت كريستينا كويل بكتابة سلسلة «كيف تسطير على تنينك» بن عام 2003-2015.

### فهرس المراجع
1. 1 2  "How the Newbery Award Got Its Name". Today I Found Out (بالإنجليزية الأمريكية). 19 Jul 2013. Archived from the original on 2019-04-05. Retrieved 2018-10-18.
2. ↑  "Early Children's Literature: From moralistic stories to narratives of everyday life". Children’s Books in the Victorian Era: from the Winnington-Ingram Collection (بالإنجليزية). www.kodomo.go.jp. https://www.beitberl.ac.il/arabic/documents/maraya-20151.pdf. Archived from the original on 18 فبراير 2019. Retrieved 2018-10-18. {{استشهاد ويب}}: تحقق من التاريخ في: |تاريخ= (help) and روابط خارجية في |تاريخ= (help)
3. ↑  Marks, Diana F. (2006). Children's Book Award Handbook. Westport, Conn: Libraries Unlimited. ص. 201.
4. ↑  Lundin, Anne H. (1994). "Victorian Horizons: The Reception of Children's Books in England and America, 1880–1900" (ط. The Library Quarterly). The University of Chicago Press ع. 64. {{استشهاد بدورية محكمة}}: الاستشهاد بدورية محكمة يطلب |دورية محكمة= (مساعدة)صيانة الاستشهاد: التاريخ والسنة (link)
5. 1 2  Kinder-Märchen von C. W. Contessa, F. de la Motte Fouqué, E. T. A. Hoffmann. Stuttgart: Philipp Reclam Jr. 1987. ص. 347. ISBN:3-15-028377-9. {{استشهاد بكتاب}}: تجاهل المحلل الوسيط |agency= لأنه غير معروف (مساعدة)
6. 1 2 3  The Essential Guide to Children's Books and their Creators. New York: Houghton Mifflin. 2002. ص. 184. ISBN:0-618-19082-1. {{استشهاد بكتاب}}: تجاهل المحلل الوسيط |agency= لأنه غير معروف (مساعدة)
7. 1 2  Elias Bredsdorff (1975). Hans Christian Andersen: the story of his life and work 1805–1875. Phaidon. ISBN:0-7148-1636-1.
8. 1 2  Library of Congress. "Children's Literature" (PDF). Library of Congress Collections Policy Statement. Library of Congress. مؤرشف من الأصل (PDF) في 2017-02-17. اطلع عليه بتاريخ 2013-06-01.
9. 1 2  Hatfield, C. "Abstract":, "Comic Art, Children's Literature, and the New Comic Studies." The Lion and the Unicorn, vol. 30 no. 3, 2006, pp. 360–382. Project MUSE, doi:10.1353/uni.2006.0031  نسخة محفوظة 15 ديسمبر 2018 على موقع واي باك مشين.
10. ↑  Chevalier، Tracy (1989). Twentieth-Century Children's Writers. شيكاغو: St. James Press. ISBN:978-0-912289-95-3.
11. 1 2  Smith، Dinitia (24 يونيو 2000). "The Times Plans a Children's Best-Seller List". نيويورك تايمز. مؤرشف من الأصل في 2019-11-05. اطلع عليه بتاريخ 2012-07-24.
12. ↑  Anderson 2006، صفحة 2
13. ↑  Hunt، Peter، المحرر (1996). International Companion Encyclopedia Of Children's Literature. Taylor & Francis. ISBN:978-0-203-16812-7. مؤرشف من الأصل في 2020-03-13.
14. ↑  Arbuthnot، May Hill (1964). Children and Books. United States: Scott, Foresman. مؤرشف من الأصل في 2021-08-17.
15. 1 2 3  "Nwf.com: الرعاية الثقافية وأدب الأطفال: محمد السيد حلاو: كتب". www.neelwafurat.com. https://www.neelwafurat.com/itempage.aspx?id=egb159598-5170841&search=books. مؤرشف من الأصل في 2023-05-16. اطلع عليه بتاريخ 2023-05-16. {{استشهاد ويب}}: تحقق من التاريخ في: |تاريخ= (مساعدة) وروابط خارجية في |تاريخ= (مساعدة)
16. ↑  Wilye، Andrea Schwenke، المحرر (2008). Considering Children's Literature: A Reader. Broadview. ص. 46. مؤرشف من الأصل في 12 مارس 2020. اطلع عليه بتاريخ أغسطس 2020. {{استشهاد بكتاب}}: تحقق من التاريخ في: |تاريخ الوصول= (مساعدة)
17. ↑  "To Instruct and Delight A History of Children's Literature". Randon History. مؤرشف من الأصل في 2012-07-15. اطلع عليه بتاريخ 2012-07-16.
18. ↑  Nikolajeva، María، المحرر (1995). Aspects and Issues in the History of Children's Literature. Greenwood. ISBN:978-0-313-29614-7. مؤرشف من الأصل في 2020-04-07.
19. ↑  Kline، Daniel T. (2003). Medieval Literature for Children. تايلور وفرانسيس. ISBN:978-0-8153-3312-8. مؤرشف من الأصل في 2020-03-13.
20. ↑  •Lyons, Martyn. 2011. Books: a living history. Los Angeles: J. Paul Getty Museum.
21. ↑  Shavit، Zohar (2009). Poetics of Children's Literature. University of Georgia Press. ISBN:978-0-8203-3481-3. مؤرشف من الأصل في 2020-05-23.
22. ↑  McMunn، Meradith Tilbury؛ William Robert McMunn (1972). "Children's Literature in the Middle Ages". أدب الأطفال. ج. 1: 21–29. DOI:10.1353/chl.0.0064.
23. ↑  Bradley، Johanna (2007). From Chapbooks to Plum Cake: The History of Children's Literature. بروكويست. ISBN:978-0-549-34070-6. مؤرشف من الأصل في 23 مايو 2020. اطلع عليه بتاريخ أغسطس 2020. {{استشهاد بكتاب}}: تحقق من التاريخ في: |تاريخ الوصول= (مساعدة)
24. 1 2 3  Reynolds، Kimberley (2011). Children's Literature: A Very Short Introduction. دار نشر جامعة أكسفورد.
25. ↑  Lyons, Martyn. 2011. Books: a living history. Los Angeles: J. Paul Getty Museum.
26. ↑  e. g. The New Amplified Pilgrim's Progress (both book and dramatized audio) – as retold by James Pappas. Published by Orion's Gate (1999) and The Evergreen Wood: An Adaptation of the "Pilgrim's Progress" for Children written by Linda Perry, illustrated by Alan Perry. Published by Hunt & Thorpe, 1997.The Pilgrim's Progress#Retellings.
27. 1 2  The Columbia Encyclopedia: Children's Literature. دار نشر جامعة كولومبيا. 2009. مؤرشف من الأصل في 2012-04-22. اطلع عليه بتاريخ 2017-08-25.
28. ↑  Lerer, Seth (2008). Children's Literature: A Reader's History, from Aesop to Harry Potter. University of Chicago. ص. 46.
29. ↑  Daniel T. Kline (2003). Medieval Literature for Children. Psychology Press. ص. 368. ISBN:9780815333128. {{استشهاد بكتاب}}: الوسيط |pages= و|page= تكرر أكثر من مرة (مساعدة)
30. ↑  Considering Children's Literature: A Reader. Broadview. 2008. ص. 46. {{استشهاد بكتاب}}: تجاهل المحلل الوسيط |agency= لأنه غير معروف (مساعدة)
31. ↑  Meradith Tilbury McMunn, William Robert McMunn (1972). "Children's Literature in the Middle Ages" (بالإنجليزية) (Children's Literature ed.). 1 (1): 21–29. DOI:10.1353/chl.0.0064. ISSN:1543-3374. {{استشهاد بدورية محكمة}}: الاستشهاد بدورية محكمة يطلب |دورية محكمة= (help)صيانة الاستشهاد: التاريخ والسنة (link)
32. ↑  Bradley, Johanna (2007). From Chapbooks to Plumb Cake: The History of Children's Literature. ProQuest. ص. 11. ISBN:978-0-549-34070-6.
33. ↑  "FactRetriever.com | Interesting Facts for the Curious Mind". www.randomhistory.com. مؤرشف من الأصل في 2012-07-15. اطلع عليه بتاريخ 2018-10-18. {{استشهاد ويب}}: تجاهل المحلل الوسيط |deadlink= لأنه غير معروف، ويقترح استخدام |url-status= (مساعدة)
34. ↑  Opie، Iona؛ Peter Opie (1974). The Classic Fairy Tales. Oxford and New York: دار نشر جامعة أكسفورد. ص. 20. ISBN:978-0-19-211559-1. مؤرشف من الأصل في 2019-12-16{{استشهاد بكتاب}}:  صيانة الاستشهاد: postscript (link)
35. ↑  Upton، Emily (19 يوليو 2013). "How the Newbery Award Got Its Name". Today I Found Out. مؤرشف من الأصل في 2019-04-05.
36. ↑  "Early Children's Literature: From moralistic stories to narratives of everyday life". مؤرشف من الأصل في 2019-02-18.
37. ↑  Marks، Diana F. (2006). Children's Book Award Handbook. Westport, Conn: أي بي سي-كليو. ص. 201.
38. ↑  Townsend, John Rowe. Written for Children. (1990). New York: HarperCollins. (ردمك 0-06-446125-4), pp. 15–16.
39. ↑  Rose 1984، صفحة 219
40. ↑  Lundin, Anne H. (1994). "Victorian Horizons: The Reception of Children's Books in England and America, 1880–1900". The Library Quarterly. ج. 64: 30–59. DOI:10.1086/602651.
41. ↑  Susina، Jan (يونيو 1993). "Editor's Note: Kiddie Lit(e): The Dumbing Down of Children's Literature". The Lion and the Unicorn. ج. 17 ع. 1: v–vi. DOI:10.1353/uni.0.0256.
42. ↑  Rose 1984، صفحة 218
43. ↑  Leader، Zachary (2015). Reading Blake's Songs. Routledge. ص. 3. ISBN:9781317381235. مؤرشف من الأصل في 2019-12-16.
44. ↑  Silvey، Anita، المحرر (2002). The Essential Guide to Children's Books and their Creators. New York: هوتون ميفلين هاركورت. ISBN:978-0-618-19082-9. مؤرشف من الأصل في 2022-04-15.
45. ↑  Hoffmann، E. T. A.؛ Sendak (illustrator)، Maurice (1984). Nutcracker. New York, N.Y., USA: Crown Publishers. ISBN:978-0-385-34864-5.
46. ↑  Ewers، Hans-Heino، المحرر (1987). Kinder-Märchen von C. W. Contessa, F. de la Motte Fouqué, E. T. A. Hoffmann. Stuttgart, Germany: Philipp Reclam Jr. ص. 347 (afterword). ISBN:978-3-15-028377-6.
47. ↑  Knowles، Murray (1996). Language and Control in Children's Literature. Psychology Press. ISBN:978-0-203-41975-5. مؤرشف من الأصل في 2020-05-23.
48. ↑  JulJulBulak , History of England in fifteenth century
49. ↑  Lawson Lucas, A. (1995) "The Archetypal Adventures of Emilio Salgari: A Panorama of his Universe and Cultural Connections New Comparison", A Journal of Comparative and General Literary Studies, Number 20 Autumn
50. ↑  Tunnell, Michael O.; Jacobs, James S. (1 Oct 2013). "The Origins and History of American Children's Literature". The Reading Teacher (بالإنجليزية). 67 (2): 80–86. DOI:10.1002/TRTR.1201. ISSN:1936-2714.

### بِاللُغة الإنكليزية
- Anderson، Nancy (2006). Elementary Children's Literature. Boston: Pearson Education. ISBN:978-0-205-45229-3.
- Science for All: The Popularization of Science in Early Twentieth-Century Britain (ط. illustrated)، Chicago: University of Chicago Press، 2009، ISBN:978-0-226-06863-3، مؤرشف من الأصل في 2023-01-16
- {{استشهاد بكتاب}}: استشهاد فارغ! (مساعدة)
- Hahn، Daniel (2015). The Oxford Companion to Children's Literature. Oxford: Oxford University Press. ISBN:978-0-19-969514-0.
- {{استشهاد بكتاب}}: استشهاد فارغ! (مساعدة)
- {{استشهاد بكتاب}}: استشهاد فارغ! (مساعدة)
- Lesnik-Oberstein، Karin (1996). "Defining Children's Literature and Childhood". في Hunt, Peter (المحرر). International Companion Encyclopedia of Children's Literature. London: Routledge. ص. 17–31. ISBN:978-0-415-08856-5.
- Lesnik-Oberstein، Karin (1994). Children's Literature: Criticism and the Fictional Child. Oxford: Clarendon Press. ISBN:978-0-19-811998-2.
- {{استشهاد بكتاب}}: استشهاد فارغ! (مساعدة)
- May, James E.، Recent Studies (1985–2016) of Children's Literature, Chapbooks, and Works Related by Form or Audience and Printed 1660–1840، مؤرشف من الأصل في 2022-12-29 – عبر Bibliographical Society of America. 2003– . (Bibliography)
- Reynolds، Kimberley (2011). Children's Literature: A Very Short Introduction. Oxford: Oxford University Press. ISBN:978-0-19-956024-0.
- {{استشهاد بكتاب}}: استشهاد فارغ! (مساعدة)
- Sharma، Prem Lata (2006)، "The Psychology Of Teaching And Learning"، Sarup teaching learning series، Delhi: Sarup & Sons، ج. 17، ISBN:978-81-7625-642-1، مؤرشف من الأصل في 2023-01-16
- {{استشهاد بكتاب}}: استشهاد فارغ! (مساعدة)
- Zipes, Jack، المحرر (2006). The Oxford Encyclopedia of Children's Literature. Oxford: Oxford University Press. ISBN:978-0-19-514656-1.

## روابط خارجية
- International Board on Books for Young People
- National Children's Literacy Website, US-based literacy resource site
- Arne Nixon Center for the Study of Children's Literature at جامعة ولاية كاليفورنيا (فريسنو)
- The Society of Children's Book Writers and Illustrators
- Children's literature at the British Library
- Children's Books، Research Guides، US: Newberry Library، مؤرشف من الأصل في 2023-04-05
- Center for Early Literacy Learning (CELL)
- Planet Picture Book (picture books from around the world)